# Множество Мейера
Множество Мейера или почти решётка – это относительно плотное множество точек в евклидовой плоскости или евклидовом пространстве большей размерности, такое что его разность Минковского с собой равномерно дискретна. Множества Мейера имеют несколько эквивалентных описаний и названы именем Ива Мейера, который ввёл их и начал изучать в контексте диофантовых приближений. В современное время множества Мейера больше известны как математическая модель квазикристаллов, однако работа Мейера предваряла открытие квазикристаллов более чем на десятилетие и полностью была вдохновлена вопросами теории чисел.

## Определение и описание
Подмножество X метрического пространства относительно плотно, если существует число r, такое что для всех точек множества X расстояние до остальных точек X не превосходит r. Подмножество равномерно дискретно, если существует число {\displaystyle \varepsilon }, такое что никакие две точки X не находятся ближе друг от друга, чем на расстоянии {\displaystyle \varepsilon }. Когда множество относительно плотно и, одновременно, равномерно дискретно, оно называется  множеством Делоне. Если X является подмножеством векторного пространства, его разность Минковского {\displaystyle X-X} – это множество {\displaystyle \{x-y\mid x,y\in X\}} различных пар элементов множества X.
С этими определениями множество Мейера можно определить как относительно плотное множество X, для которого {\displaystyle X-X} равномерно дискретно. Эквивалентно, это множество Делоне, для которого {\displaystyle X-X} является множеством Делоне, или множество Делоне X, для которого существует конечное множество F, такое что {\displaystyle X-X\subset X+F}.
Некоторые дополнительные эквивалентные описания используют множество
{\displaystyle X^{\varepsilon }=\{y\mid |x\cdot y-1|\leqslant \varepsilon {\text{ для всех }}x\in X\},}
определённое для данного множества X и числа {\displaystyle \varepsilon } и аппроксимирующее (при стремлению {\displaystyle \varepsilon } к нулю) определение обратной решётки. Относительно плотное множество X является множеством Мейера тогда и только тогда, когда 
- Для любого {\displaystyle \varepsilon >0,X^{\varepsilon }} относительно плотно, или, эквивалентно,
- Существует {\displaystyle \varepsilon } ({\displaystyle 0<\varepsilon <1/2}), для которого {\displaystyle X^{\varepsilon }} относительно плотно[1].

Характер замкнутого по сложению подмножества векторного пространства – это функция, отображающая множество в единичную окружность на плоскости комплексных чисел таким образом, что сумма любых двух элементов отображается в произведение их образов. Множество X является гармоничным множеством, если для любого характера {\displaystyle \chi } на аддитивном замыкании X и любого {\displaystyle \varepsilon >0} существует непрерывный характер на всём пространстве,  {\displaystyle \varepsilon }-аппроксимирующий {\displaystyle \chi }. Тогда относительно плотное множество X является множеством Мейера тогда и только тогда, когда оно гармонично.

## Примеры
Множествами Мейера являются
- Точки любой решётки
- Вершины плиток ромбической мозаики Пенроуза [5].
- Сумма Минковского другого множества Мейера с любым непустым конечным множеством [4]
- Любое относительно плотное подмножество другого множества Мейера [6].